# Сельское поселение «Мильгидунское»
Се́льское поселе́ние «Мильгидунское» — сельское поселение в составе Чернышевского района Забайкальского края.
Административный центр - село Мильгидун.

## История
Сельское поселение создано на основе Мильгидунского сельсовета, который был образован в 1930 году.

## Население
| 2010 | 2011 | 2012 | 2013 | 2014 | 2015 | 2016 |
| ---- | ---- | ---- | ---- | ---- | ---- | ---- |
| 826  | ↘822 | ↘820 | ↗835 | ↘824 | ↗833 | ↘829 |
| 2017 | 2018 | 2019 | 2020 | 2021 |      |      |
| ↗839 | ↘832 | ↘816 | ↘796 | ↘636 |      |      |

## Состав поселения
- Кумаканда (село) — 61[13]
- Мильгидун (село, административный центр) — 679[13]
- Налгекан (станция) — 32[13]

Налгекан
Посёлок при железнодорожной станции на ветке Чернышевск — Букачача. Расположен в центральной части Чернышевского района. Расположен в 32 км от Чернышевска. Станция построена в 1932 году. На 2002 год население — 64 человека. Имеется клуб. Основное занятие жителей — обслуживание железной дороги.
Кумаканда
Село и железнодорожная станция на юге Чернышевского района. Расположено на левом берегу реки Куэнга, на ветке Чернышевск — Букачача, в 25 км от Чернышевска. Основано в 1808 году оседлыми тунгусами. Входило в Зюльзинскую, с 1916 года — в Мильгидунскую инородческую волость. В 1921 году организована одна из первых в Забайкалье коммуна. В 1934 году создан колхоз «Красный комсомолец», вошедший впоследствии в Мильгидунский колхоз им. В. И. Ленина, позже участок Мильгидунского сельскохозяйственного производственного кооператива им. В. И. Ленина. На 2002 год население — 89 человек. В селе имеются школа, клуб, библиотека, фельдшерско-акушерский пункт. Рядом с Кумакандой находится минеральный источник.